# The Phantom of the Opera (filme de 1989)
The Phantom of the Opera (br: O Fantasma da Ópera - O Filme)  é um filme de terror produzido nos Estados Unidos em 1989, escrito por Gerry O'Hara e  dirigido por Dwight H. Little.
Baseado no livro O Fantasma da Ópera de 1910 do escritor Gaston Leroux.

## Sinopse
Compositor vitimado por acidente que desfigurou seu rosto toma abrigo nos subterrâneos de um teatro de ópera. De lá, ele ataca todos que cruzam o seu caminho, especialmente aqueles que tentam impedir o sucesso de sua protegida, a bela cantora de ópera Christine.

## Elenco
| Ator/Atriz         | Personagem                 |
| ------------------ | -------------------------- |
| Robert Englund     | Erik Destler / The Phantom |
| Jill Schoelen      | Christine Day              |
| Alex Hyde-White    | Richard Dutton             |
| Bill Nighy         | Martin Barton              |
| Stephanie Lawrence | La Carlotta                |